# Cercle de Heide
Le cercle de Heide (Heide Circle) est un groupe d'artistes australiens qui vivaient et travaillaient à "Heide", une ancienne ferme laitière située dans la plaine inondable de la rivière Yarra à Bulleen, dans la banlieue de Melbourne. Le groupe comptait dans ses rangs de nombreux peintres modernistes australiens parmi les plus célèbres. 

## Histoire
Heide a été acheté en 1934 par John et Sunday Reed (en), collectionneurs d'œuvres d'art et passionnés par la culture australienne. John Reed a notamment publié le magazine littéraire moderniste Angry Penguins, qui a pris place dans l'histoire culturelle de l'Australie avec le célèbre canular Ern Malley en 1943. 
John Reed est un avocat né en Tasmanie, diplômé de l'université de Cambridge en 1924. Son association avec l'art et le design commencent à Melbourne au milieu des années 1920, lorsqu'il partage une maison avec l'illustrateur et designer de meubles Fred Ward. Autour de lui gravitait un cercle de jeunes et de riches Melbourniens très novateurs et créatifs, dont sa sœur Cynthia Reed Nolan, le psychiatre Reg Ellery, les musiciens Mansell Kirby et Bernard Heinze, la commissaire Clarice Zander, l'artiste Will Dyson et les littéraires Nettie Palmer et Vance Palmer. 

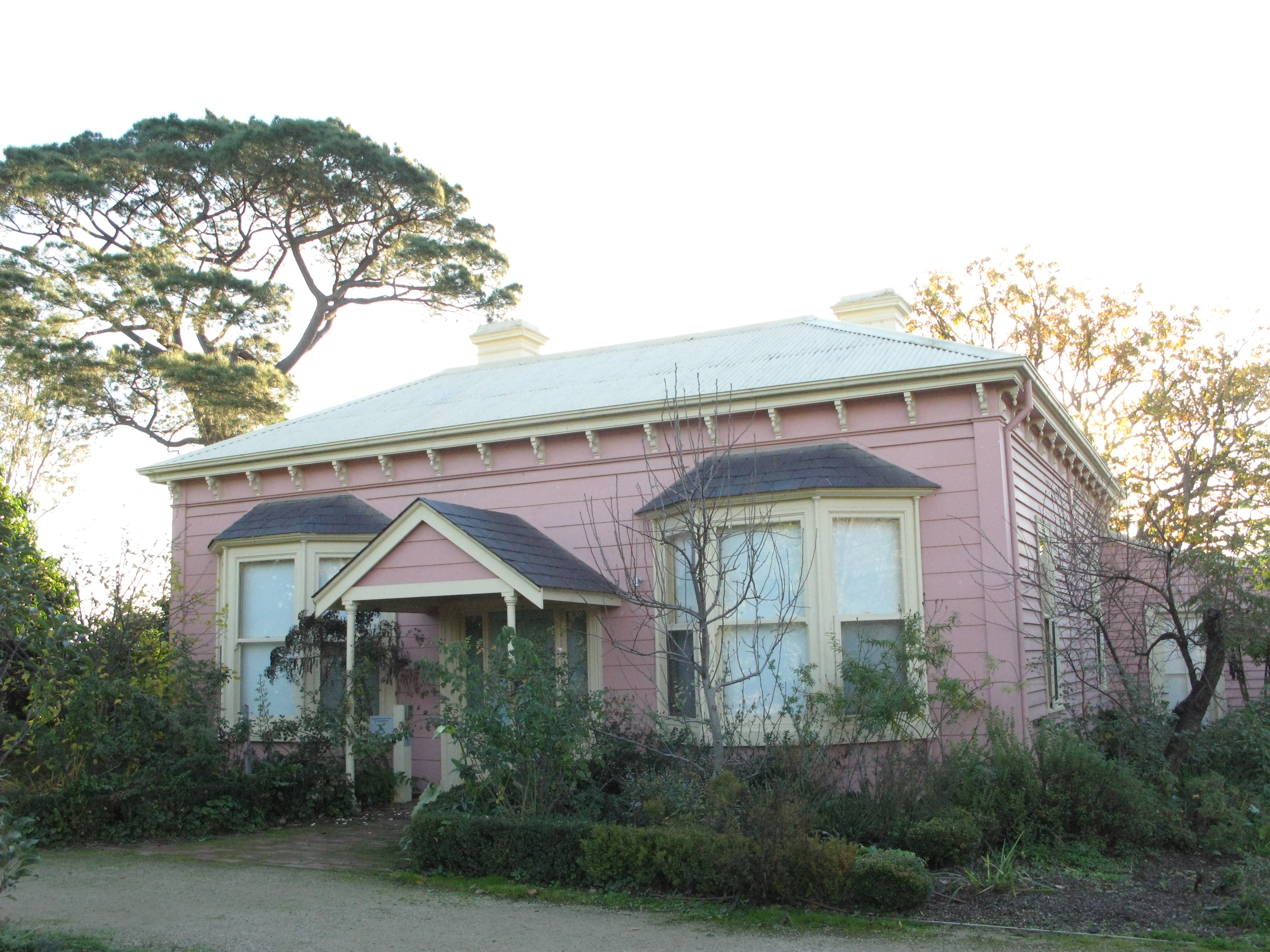
Heide I (en 2009) où Sidney Nolan a peint sa série sur Ned Kelly.

Un certain nombre d'artistes modernistes viennent vivre et travailler à Heide à différentes époques dans les années 1930, 1940 et 1950. Heid devient ainsi un endroit où de nombreuses œuvres peintes parmi les plus célèbres de cette période sont réalisées. Albert Lee Tucker, Sidney Nolan, Danila Vassilieff et Joy Hester, entre autres, ont tous travaillé à Heide. Nolan a notamment peint dans le salon sa série d'œuvres représentant le bushranger et hors-la-loi Ned Kelly, une des légendes de l'histoire australienne. 
Le cercle de Heide est aussi connu pour les relations personnelles et professionnelles entremêlées des personnes impliquées. Sunday Reed a mené des affaires avec un certain nombre d'entre eux. La deuxième épouse de Sydney Nolan, Cynthia Reed Nolan, est la plus jeune sœur de John Reed. Le mariage d'anciens associés de Heide provoque une rupture définitive entre Nolan et Sunday Reed.   
Le cercle de Heide poursuit son engagement envers le modernisme figuratif au cours des années 1950 et 1960, ainsi plusieurs artistes forment le groupe Antipodeans (en) et prennent position contre le nouvel art abstrait. 
Heide est située très près de Heidelberg (Victoria), une région associée au mouvement artistique de Melbourne, l'école de Heidelberg. Les régions nord-est de Melbourne, particulièrement à Eltham (Victoria), restent étroitement associées aux arts visuels. 
Le musée d'art moderne de Heide est maintenant un musée d'art regroupant la plupart des artistes de cette période et soutenant activement le développement et la promotion de l'art contemporain en Australie.

## Postérité
La pièce de David Rainey, The Ménage at Soria Moria (2014), est une performance fictive explorant la relation entre Reed et Sidney Nolan.

## Voir également
- Arts visuels de l'Australie
- Angry Penguins
- Heide Museum of Modern Art